# Lanczosev tenzor
Lanczosev ténzor ali Lanczosev potenciál [láncošev ~] je v splošni teoriji relativnosti tenzor 3. reda, ki generira Weylov tenzor. Uvedel ga je Cornelius Lanczos leta 1949. Njegov teoretični pomen je, da služi kot umeritveno polje za gravitacijsko polje na podoben način, kot po analogiji (elektromagnetni) četverec potenciala ustvarja elektromagnetno polje. Tu ima tako enako vlogo kot vektorski potencial.

## Definicija
Lanczosev tenzor je mogoče definirati na nekaj različnih načinov. Najpogostejša sodobna definicija je preko Weyl-Lanczosevih enačb, ki prikazujejo generiranje Weylovega tenzorja iz Lanczosevega tenzorja. Te enačbe, predstavljene spodaj, je podal Takeno leta 1964. Lanczos je tenzor prvotno uvedel kot Lagrangeev multiplikator na omejitvenih členih, ki so jih preučevali v variacijskem pristopu k splošni teoriji relativnosti. Pod katero koli definicijo Lanczosev tenzor {\displaystyle H\!\,} kaže naslednje simetrije:
{\displaystyle H_{abc}+H_{bac}=0\!\,}
{\displaystyle H_{abc}+H_{bca}+H_{cab}=0\!\,.}
Lanczosev tenzor zmeraj obstaja v štirih razsežnostih, ni pa ga mogoče posplošiti na višje razsežnosti. To poudarja posebnost štirih razsežnosti. Upoštevati je treba, da polnega Riemannovega tenzorja na splošno ni mogoče izpeljati samo iz odvodov Lanczosevega potenciala. Einsteinove enačbe polja morajo zagotoviti Riccijev tenzor za zaključitev komponent Riccijeve dekompozicije.
Curtrightovo polje ima dinamiko umerilne transformacije, podobno dinamiki Lanczosevega tenzorja. Vendar obstaja v poljubnih razsežnostih večjih od 4.

### Weyl-Lanczoseve enačbe
Weyl-Lanczoseve enačbe izražajo Weylov tenzor v celoti kot odvode Lanczosevega tenzorja:
{\displaystyle {\begin{aligned}C_{abcd}&=H_{abc;d}+H_{cda;b}+H_{bad;c}+H_{dcb;a}+(H^{e}{}_{(ac);e}+H_{(a|e|}{}^{e}{}_{;c)})g_{bd}+(H^{e}{}_{(bd);e}+H_{(b|e|}{}^{e}{}_{;d)})g_{ac}\\&\quad -(H^{e}{}_{(ad);e}+H_{(a|e|}{}^{e}{}_{;d)})g_{bc}-(H^{e}{}_{(bc);e}+H_{(b|e|}{}^{e}{}_{;c)})g_{ad}-{\frac {2}{3}}H^{ef}{}_{f;e}(g_{ac}g_{bd}-g_{ad}g_{bc})\end{aligned}}\!\,,}
kjer je {\displaystyle C_{abcd}\!\,} Weylov tenzor, podpičja označujejo kovariantne odvode, podpisani okrogli oklepaji pa označujejo simetrizacijo. Čeprav se zgornje enačbe lahko uporabijo za definiranje Lanczosevega tenzorja, kažejo tudi, da ni edinstven, temveč ima umeritveno svobodo pod afino grupo. Če je {\displaystyle \Phi ^{a}\!\,} poljubno vektorsko polje, potem so Weyl-Lanczoseve enačbe invariantne glede na umeritveno transformacijo:
{\displaystyle H'_{abc}=H_{abc}+\Phi _{[a}g_{b]c}\!\,,}
kjer podpisani oglati oklepaji označujejo antisimetrizacijo. Pogosta priročna izbira je Lanczoseva algebrska umeritev {\displaystyle \Phi _{a}=-{\frac {2}{3}}H_{ab}{}^{b}\!\,}, kjer je  {\displaystyle H'_{ab}{}^{b}=0\!\,}. Umeritev se lahko naprej omeji prek Lanczoseve diferencialne umeritve {\displaystyle H_{ab}{}^{c}{}_{;c}=0\!\,}. Te izbire umeritev privedejo Weyl-Lanczoseve enačbe na preprostejšo obliko:
{\displaystyle C_{abcd}=H_{abc;d}+H_{cda;b}+H_{bad;c}+H_{dcb;a}+H^{e}{}_{ac;e}g_{bd}+H^{e}{}_{bd;e}g_{ac}-H^{e}{}_{ad;e}g_{bc}-H^{e}{}_{bc;e}g_{ad}\!\,.}

## Valovna enačba
Za Lanczosev tenzor potenciala velja valovna enačba:
{\displaystyle \Box H_{abc}=J_{abc}-2{R_{c}}^{d}H_{abd}+{R_{a}}^{d}H_{bcd}+{R_{b}}^{d}H_{acd}+\left(H_{dbe}g_{ac}-H_{dae}g_{bc}\right)R^{de}+{\frac {1}{2}}RH_{abc}\!\,,}
kjer je {\displaystyle \Box \!\,} d'Alembertov operator, :
{\displaystyle J_{abc}=R_{ca;b}-R_{cb;a}-{\frac {1}{6}}\left(g_{ca}R_{;b}-g_{cb}R_{;a}\right)\!\,}
pa je Cottonov tenzor. Ker je Cottonov tenzor odvisen le od kovariantnih odvodov Riccijevega tenzorja, se lahko mogoče tolmači kot vrsta snovnega toka. Dodatni samosklopitveni členi nimajo neposrednega elektromagnetnega ekvivalenta. Ti samosklopitveni členi pa ne vplivajo na vakuumske rešitve, kjer Riccijev tenzor izgine in je ukrivljenost v celoti opisana z Weylovim tenzorjem. Tako so v vakuumu Einsteinove enačbe polja enakovredne homogeni valovni enačbi {\displaystyle \Box H_{abc}=0\!\,} v popolni analogiji z vakuumsko valovno enačbo {\displaystyle \Box A_{a}=0\!\,} (elektromagnetnega) četverca potenciala. To kaže na formalno podobnost med gravitacijskim in elektromagnetnim valovanjem, pri čemer je Lanczosev tenzor zelo primeren za preučevanje gravitacijskega valovanja.
V elektromagnetni teoriji je bil vektorski potencial prvič uveden, da bi enačbe klasične elektrodinamike izrazili v preprostejši obliki. V klasični fiziki je edini fizikalni učinek elektromagnetnega polja na električni naboj Lorentzeva sila in ta obstaja samo v območjih, kjer električno ali magnetno polje ne izgine. Aharonov-Bohmov pojav dokazuje, da v kvantni mehaniki ni tako – fizikalni učinki se pojavijo v območjih, kjer električna in magnetna polja izginejo, vektorski potencial pa ne izgine.
V približku šibkega polja, kjer je {\displaystyle g_{ab}=\eta _{ab}+h_{ab}\!\,}, je primerna oblika za Lanczosev tenzor v Lanczosevi umeritvi: 
{\displaystyle 4H_{abc}\approx h_{ac,b}-h_{bc,a}-{\frac {1}{6}}(\eta _{ac}{h^{d}}_{d,b}-\eta _{bc}{h^{d}}_{d,a})\!\,.}

## Zgled
Najosnovnejši netrivialni zgled za izražanje Lanczosevega tenzorja je seveda Schwarzschildova metrika. Najenostavnejša, eksplicitna predstavitev komponent v naravnih enotah za Lanczosev tenzor je v tem primeru:
{\displaystyle H_{trt}={\frac {GM}{r^{2}}}\!\,,}
vse druge komponente pa so enake nič do simetrij. Ta oblika pa ni v Lanczosevi umeritvi. Neničelni členi Lanczosevega tenzorja v Lanczosevi umeritvi so:
{\displaystyle H_{trt}={\frac {2GM}{3r^{2}}}\!\,}
{\displaystyle H_{r\theta \theta }={\frac {-GM}{3(1-2GM/r)}}\!\,}
{\displaystyle H_{r\phi \phi }={\frac {-GM\sin ^{2}\theta }{3(1-2GM/r)}}\!\,.}
Nadalje je mogoče pokazati, tudi v tem preprostem zgledu, da Lanczosevega tenzorja na splošno ni mogoče reducirati na linearno kombinacijo spinskih koeficientov Newman-Penroseovega formalizma, ki potrjuje temeljno naravo Lanczosevega tenzorja. Podobni izračuni so bili uporabljeni za konstruiranje poljubnih rešitev tipa D Petrova.